# 奥田健治
奥田 健治（おくだ けんじ）は、日本のギタリスト、音楽プロデューサー、作曲家、編曲家。福岡県出身。

## 経歴
地元福岡にて、10代でプロミュージシャンとしてのキャリアをスタートさせる。22歳で上京後、都内を中心に活動し、現在に至るまで数々のセッション・ワーク、嵐、ケツメイシ、YUKIなどのレコーディングやライブサポートを行う。